# 1996 BB
1996 BB är en asteroid i huvudbältet som upptäcktes den 16 januari 1996 av den japanska astronomen Takao Kobayashi vid Ōizumi-observatoriet.
Asteroiden har en diameter på ungefär 8 kilometer och den tillhör asteroidgruppen Gefion.